# Double Speed
Double speed is een Amerikaanse filmkomedie uit 1920 onder regie van Sam Wood. De film is wellicht zoekgeraakt.

## Verhaal
De autocoureur neemt deel aan een marathonwedstrijd dwars door de Verenigde Staten. Onderweg wordt hij op verschillende punten opgehouden. Hij moet zowel van voertuig als van identiteit verwisselen, voordat hij in Los Angeles de eindstreep bereikt.

## Rolverdeling
| Acteur               | Personage        |
| -------------------- | ---------------- |
| Wallace Reid         | Speed Carr       |
| Wanda Hawley         | Sallie McPherson |
| Theodore Roberts     | John Ogden       |
| Tully Marshall       | Donald McPherson |
| Lucien Littlefield   | Reginald Toby    |
| Guy Oliver           | Pandjesbaas      |
| Maxine Elliott Hicks |                  |
| Teddy Tetzlaff       | Autocoureur      |